# Rainbow Bridge (Japan)
De Rainbow Bridge (レインボーブリッジ, Reinbō Burijji) is een hangbrug over de noordelijke helft van de Baai van Tokio. De brug verbindt het district Shibaura in de speciale wijk Minato met het kunstmatige eiland Odaiba.
De brug werd voltooid in 1993 en is 570 meter lang. De brug heeft twee verdiepingen : op de bovenste laag bevindt zich de Shuto-autosnelweg 11 Daiba-lijn, een deel van de Shuto-autosnelweg. Op de onderste laag loopt Autoweg 357 (ook bekend als Rinkō Dōro), met tussen de rijstroken de Yurikamome New Transit, een people mover.
De brug is eveneens toegankelijk voor voetgangers. Ze kan betreden worden vanaf het Station Tamachi (JR East) of vanaf het Station Hinode (Yurikamome) op het vasteland. De brug is slechts op vastbepaalde tijdstippen geopend voor voetgangers.
De torens waaraan de brug is opgehangen zijn wit, zodat ze in harmonie zijn met de skyline van Tokio. Overdag wordt zonne-energie gewonnen op de brug, waarmee 's nachts de lampen kunnen branden.